# Межорс, Айварс
Айварс Межорс (латыш. Aivars Mežors) — командующий Военно-воздушными силами Латвии. Полковник. Летчик-истребитель. Командир авиабазы Лиелварде. Командир 1-й авиационной эскадрилии.

## Биография
В 1985 году окончил Ейское высшее военное авиационное ордена Ленина училище лётчиков имени дважды Героя Советского Союза лётчика-космонавта СССР В. М. Комарова, после чего пять лет прослужил на авиабазе в Эстонии, где летал на фронтовом бомбардировщике Су-24. Командовал эскадрильей Земессардзе в Резекне.
Службу в вооружённых силах начал в 1992-м году в Резекненском аэроклубе, который в то время находился в составе 3-й Латгальской бригады Земессардзе. В ходе службы он занимал различные должности в подразделениях ВВС Латвии, Министерстве обороны Латвии, а также в Объединённом штабе Национальных вооружённых сил Латвии.
Год учился в США в колледже для командного состава. Работая в Министерстве обороны Латвии, занимался проектом развития Авиационной базы.
С 2010-го по 2015-й год полковник Айварс Межорс занимал должность командующего Воздушными силами, а с 2015-го по 2018-й год был военным представителем Латвии в Командовании трансформацией НАТО в Норфолке, в США. Повторно на должность командующего Воздушными силами Мажорс был утвержден 17 декабря 2018 года.

## Смерть
Скончался 25 октября 2019 года при несчастном случае.